# Keilbachia adjuncta
Keilbachia adjuncta är en tvåvingeart som beskrevs av Vilkamaa, Menzel och Heikki Hippa 2009. Keilbachia adjuncta ingår i släktet Keilbachia och familjen sorgmyggor.
Artens utbredningsområde är Taiwan. Inga underarter finns listade i Catalogue of Life.